# Kerepesdűlő
Kerepesdűlő est un quartier situé dans le 8e arrondissement de Budapest. 

## Périmètre
Selon l'arrêté du 12 décembre 2012 (94/2012. (XII. 27.), annexe 31) de l'assemblée métropolitaine de Budapest, le périmètre du quartier est le suivant : Fiumei út-Baross tér-Thököly út-Verseny utca-Dózsa György út-Kerepesi út-Asztalos Sándor út-Salgótarjáni utca.